# 国立病院機構福島病院
独立行政法人国立病院機構福島病院（どくりつぎょうせいほうじんこくりつびょういんきこうふくしまびょういん）とは、福島県須賀川市にある病院。独立行政法人国立病院機構が運営している。政策医療分野における循環器病、成育医療、呼吸器疾患（結核含む）、重症心身障害、エイズの専門医療施設であり、骨・運動器疾患等などにも取り組む。旧国立療養所福島病院であったが、国立郡山病院との統合、及び病棟新設と同時に国立病院から独立行政法人となり現在の名前に変更された。周産期母子医療センター・エイズ治療拠点病院に指定されている。

## 概要

### 所在地
〒962-8507 福島県須賀川市芦田塚13番地
TEL（0248）75-2131（代表）
FAX（0248）76-2382

### 環境
須賀川市（人口約7万6千人／平成30年4月現在）の東部に位置し、隣接地に日本都市公園100選に選定された翠ケ丘公園があり、遠くには那須連峰、磐梯、安達太良、宇津峰を望み、閑静で療養に最適な環境にある。市の中心部へは徒歩10分で行くことができる。診療圏は須賀川市を中心として、岩瀬郡、石川郡、西白河郡の市町村（人口約10万9千人）であるが、成育医療については、福島県全体に及んでいる。平成5年3月には福島空港の整備に伴い、国道4号線及び国道118号線、さらに両者を結ぶ東部環状線が整備され、当院へのアクセスも非常に良くなった。

## 沿革

### 国立郡山病院
- 昭和16年10月：東部第66部隊附設陸軍病院として創設
- 昭和20年12月：厚生省に移管、国立郡山病院として発足
- 昭和28年4月：国立療養所に転換、国立療養所郡山病院となる
- 昭和37年4月：国立病院に組織替、国立郡山病院となる
- 昭和56年2月：NICUを開設
- 平成16年2月：国立療養所福島病院との統合のため閉院

なお、旧住所（所在地：福島県郡山市字上亀田1-1）の医療機関は、現在、郡山市医療介護病院となっている。
平成16年3月、国立郡山病院及び国立療養所福島病院が統合し、国立療養所福島病院の地に国立福島病院が発足。平成16年4月、独立行政法人国立病院機構福島病院となる。

### 国立療養所福島病院
- 昭和17年8月：軍事保護院傷痍軍人福島療養所として創設
- 昭和20年12月：厚生省に移管、国立福島療養所として発足
- 昭和33年4月：小児病棟内に須賀川市立第一小学校並びに須賀川市立第三中学校養護学級を設立
- 昭和43年3月：重症心身障害児（者）病棟竣工
- 昭和47年1月：院内保育園を開設
- 昭和48年4月：養護学級を母体に福島県立須賀川養護学校開校
- 昭和49年4月：国立療養所福島病院と改称
- 平成16年3月：国立郡山病院と統合し国立福島病院として開院

### 独立行政法人国立病院機構福島病院
- 平成16年4月：独立行政法人化に伴い組織変更。独立行政法人国立病院機構福島病院となる
- 平成27年8月：福島県内の医療機関として初めて「赤ちゃんにやさしい病院（BFH：Baby Friendly Hospital）」に認定
- 平成29年3月：周産期母子医療センター（産科22床、NICU9床、GCU12床）を閉棟
- 平成29年3月：「赤ちゃんにやさしい病院（BFH：Baby Friendly Hospital）」認定返上
- 平成30年4月：新たな診療機能として脳神経内科医療を開始

## 施設規模

### 病床数
医療法承認病床数は303床（6個病棟）、運営病床数は214床、重症心身障害児（者）は164床（3個病棟・60床×2、44床×1）、その他は50床（1個病棟・50床）。所轄保健所は、福島県県中保健所（県中保健福祉事務所）。

### 標榜診療科（13診療科）
内科、脳神経内科、呼吸器科、消化器内科、新生児内科、小児科、整形外科、脳神経外科、小児外科、眼科、耳鼻咽喉科、リハビリテーション科、放射線科。

### 敷地・建物
敷地面積は129,927m²で、内訳は庁舎敷地が94,717m²、宿舎敷地が35,210m²。

建物延面積は14,556m²で、内訳は病棟が5,179m²、管理棟・診療棟が3,563m²、宿舎が1,959m²、その他が3,855m²。

## アクセス
病院公式サイト アクセスを参照